# سیزن (شهر)
سیزن (به ترکی آذربایجانی: Siyəzən) شهری در شهرستان سیزن کشور جمهوری آذربایجان است. جمعیت این شهر بر اساس سرشماری سال ۱۹۸۹ میلادی، ۱۸٫۶۵۵ نفر و بر اساس سرشماری سال ۲۰۰۸ میلادی، ۲۳٫۵۰۰ بوده‌است.